# Riedelia longirostra
Riedelia longirostra là một loài thực vật có hoa trong họ Gừng. Loài này được Theodoric Valeton miêu tả khoa học đầu tiên năm 1914.

## Phân bố
Loài này được tìm thấy trên dãy núi Kami, đông bắc Papua New Guinea. Mẫu vật điển hình: F.R.R. Schlechter 17032 và F.R.R. Schlechter 17127 do Rudolf Schlechter thu thập tương ứng vào các ngày 24 tháng 12 năm 1907 và 3 tháng 1 năm 1908.